# Obersoultzbach
Obersoultzbach é uma comuna francesa na região administrativa de Grande Leste, no departamento Baixo Reno. Estende-se por uma área de 5,18 km². Em 2010 a comuna tinha 429 habitantes (densidade: 82,8 hab./km²).